# Кастелацо (Ређо Емилија)
Кастелацо (итал. Castellazzo) је насеље у Италији у округу Ређо Емилија, региону Емилија-Ромања.
Према процени из 2011. у насељу је живело 142 становника. Насеље се налази на надморској висини од 48 м.